# Autobahndreieck München-Süd-West
Das Autobahndreieck München-Süd-West (Abkürzung: AD München-Süd-West; Kurzform: Dreieck München-Süd-West) ist ein Autobahndreieck in Bayern in der Metropolregion München. Es verbindet die Bundesautobahn 96 mit der Bundesautobahn 99 (Münchener Autobahnring).

## Ausbauzustand
Die A 96 ist in westlicher und östlicher Richtung auf sechs Fahrstreifen befahrbar. Die A 99 in nördlicher Richtung ist vierstreifig ausgebaut. Alle Überleitungen sind zweistreifig.
Das Dreieck ist in Y-Form angelegt.
Ursprünglich war geplant die A 99 in Richtung Südosten zur A 995 weiterzuführen, um den Autobahnring um München zu schließen. Dieses Projekt wurde aber auf unbestimmte Zeit zurückgestellt.

## Verkehrsaufkommen
Das Dreieck wird täglich von etwa 126.000 Fahrzeugen befahren.
| Von                     | Nach                            | Durchschnittliche tägliche Verkehrsstärke | Durchschnittliche tägliche Verkehrsstärke | Anteil Schwerlastverkehr | Anteil Schwerlastverkehr |
| Von                     | Nach                            | 2010                                      | 2015                                      | 2010                     | 2015                     |
| ----------------------- | ------------------------------- | ----------------------------------------- | ----------------------------------------- | ------------------------ | ------------------------ |
| AS Germering-Süd (A 96) | AD München-Süd-West             | 78.900                                    | 86.300                                    | 6,0 %                    | 6,3 %                    |
| AD München-Süd-West     | AS München-Freiham-Süd (A 96)   | 85.500                                    | 87.300                                    | 3,7 %                    | 4,2 %                    |
| AD München-Süd-West     | AS München-Freiham-Mitte (A 99) | 69.000                                    | 78.600                                    | 7,9 %                    | 8,0 %                    |